# Mike Finn
Mike Finn är en amerikansk basist, mest känd som grundande medlem av western-bandet The Unforgiven.

## Karriären
Mike Finn grundade tillsammans med sin college-kompis Steve Jones (The Stepmothers) bandet The Unforgiven i Kalifornien år 1985. Gruppens förenande länk var medlemmarnas kärlek till western-filmer och speciellt Clint Eastwood. Musiken har beskrivits som ett försök att förena western-mytologi med Los Angeles-influerad gitarrock. I och med releasen av bandets första (och hittills enda) studioalbum, The Unforgiven, fick bandet ett visst lyft, och delade scen med bland annat Bon Jovi och Mötley Crüe. 
I och med att flytet inte fortsatte, hoppade Finn senare av och slöt sig till The Hickmen. The Hickmen grundades redan 1981 och tog sitt namn efter gitarristen och ex-Unforgiven-medlemmen Johnny Hickman, och musikstilen var möjligtvis tyngre än modergruppens. Trots att kritikerna ofta skrev negativa recensioner, har gruppen på senare år fått något av en upprättelse.
År 1990 hade Mike Finn också en plats i ex-Hanoi Rocks-gitarristen Nasty Suicides band Cheap & Nasty, men den uppsättningen splittrades då frontmannen flyttade till Storbritannien. I ett skede var han också medlem i ett band vid namn Bung Boy tillsammans med bland annat Steve Jones, som fick en coverstory med BAM Magazine utan att ännu ha spelat en enda konsert. 
År 2006 släppte Finn sitt första soloalbum, Circuit Rider.

## Mike Finns Band
- The Unforgiven
- The Hickmen
- Bung Boy
- Cheap & Nasty

## Diskografi
- The Unforgiven (The Unforgiven, 1986)
- California Dreamin’ (The Hickmen)
- Welcome Home (The Hickmen)
- Circuit Rider (2006)